# Leokadia Matuszewska
Leokadia Matuszewska (Maria Heliodora Matuszewska; ur. 8 lutego 1906 w Starej Hucie, zm. 1 sierpnia 1943 pod Nowogródkiem) – polska siostra zakonna ze zgromadzenia nazaretanek, błogosławiona Kościoła katolickiego.

## Życiorys
Urodziła się 8 lutego 1906 we wsi Stara Huta w gminie Warlubie. Do nowicjatu wstąpiła 8 stycznia 1933 w Grodnie i w 1935 złożyła pierwsze śluby zakonne. Posługę rozpoczęła Nowogródku i tam zastała ją sowiecka okupacja. Po wkroczeniu Niemców oddała życie za mieszkańców miasta i została rozstrzelana razem z 10 innymi siostrami zakonnymi.
Została beatyfikowana przez papieża Jana Pawła II 5 marca 2000 r.  w grupie 11 męczennic z Nowogródka.

## Źródła internetowe
- S. Maria Teresa Górska CSFN Męczennice z Nowogródka